# Seno
Seno is een gemeente in de Spaanse provincie Teruel in de regio Aragón met een oppervlakte van 17,85 km². Seno telt 41 inwoners (1 januari 2016).

## Demografische ontwikkeling
Bron: INE, 1857-2011: volkstellingen